# ホワイトファング2/伝説の白い牙
『ホワイトファング2/伝説の白い牙』（White Fang 2: Myth of the White Wolf）は1994年のアメリカ映画。
アラスカの大地で、混血の狼と少年の友情を描いたアドベンチャー映画『ホワイト・ファング』（1991年）の続編。前作との関連性は薄く、スタッフ・キャストは全て変わっており、冒頭に続編を示すストーリーが一部あるのみ。

## ストーリー
前作の主人公ジャックから、犬と混血の狼"ホワイトファング"を引き継いだ白人少年ヘンリー。ある日、ヘンリーはホワイトファングと共に筏に乗って街へ向かうが、途中で激流にのみ込まれる。岸辺に打ち上げられたヘンリーは、インディアンの娘リリーに助けられる。しかしリリーの部族は、トナカイがいなくなるなど、危機的な状況に陥っていた。部族を危機から救うため、ヘンリーは冒険の旅に出る。

## キャスト
| 役名                     | 俳優                             | 日本語吹替 | 日本語吹替 |
| 役名                     | 俳優                             | ソフト版   | NHK版      |
| ------------------------ | -------------------------------- | ---------- | ---------- |
| ヘンリー・ケーシー       | スコット・ベアストウ             | 辻谷耕史   | 川島得愛   |
| リリー・ジョセフ         | カーマイン・クレイグ             | 相沢恵子   | 小島幸子   |
| モーゼ・ジョセフ         | アル・ハーリントン               | 堀勝之祐   | 金内喜久夫 |
| ピーター                 | アンソニー・ルイヴィヴァー       | 森川智之   | 小野塚貴志 |
| カトリーヌ               | ヴィクトリア・ラチモ             | 藤生聖子   |            |
| リーランド・ドゥルーリー | アルフレッド・モリナ             | 屋良有作   | 谷口節     |
| ヒース                   | ジェフリー・ルイス               | 塚田正昭   | 秋元羊介   |
| ハルバーソン             | マシュー・カウルズ               |            |            |
| ジャック                 | イーサン・ホーク ※クレジットなし | 松本保典   | 宮野真守   |